# Quintus Sulpicius Camerinus Cornutus (Konsulartribun 402 v. Chr.)
Quintus Sulpicius Camerinus Cornutus war eine Gestalt der frühen Römischen Republik und ist für das Jahr 402 v. Chr. als Militärtribun mit konsularischer Gewalt überliefert. Sein bei Livius überlieferter Großvater mit dem Namen Servius könnte in Servius Sulpicius Camerinus Cornutus zu sehen sein, dem Konsul des Jahres 461 v. Chr.